# Laguna Negrito
A  Laguna Negrito é um lago localizado na Guatemala. Localiza-se no departamento de Retalhuleu, Município de Champerico.